# چم شیر (سیروان)
چم شیر، روستایی در دهستان رودبار بخش مرکزی شهرستان سیروان در استان ایلام ایران است.

## جمعیت
بر پایه سرشماری عمومی نفوس و مسکن در سال ۱۳۹۵، جمعیت این روستا برابر با ۴۶۹ نفر (۱۲۷ خانوار) بوده است.